# New Year Nunatak
Der New Year Nunatak (englisch für Neujahrnunatak) ist ein küstennaher Nunatak im ostantarktischen Mac-Robertson-Land. Er ragt im Zentrum der Manning-Nunatakker im südöstlichen Teil des Amery-Schelfeises auf.
Luftaufnahmen der Australian National Antarctic Research Expeditions aus dem Jahr 1957 dienten seiner Kartierung. Das Antarctic Names Committee of Australia benannte ihn nach dem Besuch, den ihm sowjetische Wissenschaftler am Neujahrstag 1966 abgestattet hatten.